# شی قیا
شی قیا (انگلیسی: Xi Qia؛ ۱۸ اکتبر ۱۸۸۳ – ۱۹۵۰) سیاستمدار اهل مانچوکوئو بود.